# بني مطر (ريمة)
بني مطر هي إحدى قرى مديرية مزهر بمحافظة ريمة اليمنية، بلغ تعداد سكانها 1006 نسمة حسب إحصاء اليمن لعام 2004.